# Mengede (dzielnica)
Mengede, Dortmund-Mengede – dzielnica miasta Dortmund w Niemczech, w kraju związkowym Nadrenia Północna-Westfalia, w okręgu administracyjnym Mengede.